# 네이버 2015 LoL KeSPA컵
네이버 2015 LoL KeSPA컵 (NAVER 2015 LoL KeSPA Cup)은 한국e스포츠협회가 주최하는 e스포츠 종목 활성화 및 아마추어 저변 확대를 위한 대한민국 프로와 아마추어의 통합 e스포츠 대회이다. 본선 장소는 12강부터 8강까지 넥슨 아레나, 4강과 결승전은 부산 벡스코 오디토리움에서 진행된다. 주관 방송은 SPOTV GAMES가 담당한다.

## 개요

### 특이사항
- 2015년의 세 번째 케스파컵이며 리그 오브 레전드로 진행하는 첫 번째 케스파컵이기도 하다.
- 이번 케스파컵 우승 팀에게는 Intel Extreme Masters Cologne 출전권이 주어진다.
- 전 경기 유료입장 실시
  - 넥슨 아레나 12강, 8강전 : 3,000원
  - 벡스코 오디토리움 4강, 결승전 : 5,000원(2층)/10,000원(1층)

### 대회 슬로건
- 당신의 팀은 어디입니까?

## 참가 팀
스베누 리그 오브 레전드 챔피언스 코리아 서머 2015 10개팀, 네네치킨 리그 오브 레전드 챌린저스 코리아 서머 2015 6개팀과 전국체전 상위 입상 아마추어 2개팀이 참여하며 스베누 리그 오브 레전드 챔피언스 코리아 서머 2015 서머 1, 2위 팀은 본선 8강 시드권을, 나머지 8개팀은 본선 12강 시드권이 부여된다.
리그 오브 레전드 챌린저스 코리아 참가 팀과 전국체전 상위 입상 아마추어 팀, 총 8개 팀이 싱글 토너먼트 방식으로 4개 팀을 가리는 예선을 진행한 후 예선을 통과한 4개 팀과 리그 오브 레전드 챔피언스 코리아 서머 시즌 1, 2위 팀을 제외한 나머지 8개 팀이 본선 12강 경기를 치른다. 본선 12강에는 최종 예선을 거친 통과 4개 팀과 LCK 출전 8개 팀, 총 12개 팀이 싱글 토너먼트 방식으로 붙고 본선 8강에는 본선 12강에서 승리한 6개 팀과 리그 오브 레전드 챔피언스 코리아 서머 1, 2위 팀이 같은 방식으로 8강 경기를 치르게 된다.
| 출전 자격                                                     | 출전 팀 | 비고                              |
| 스베누 리그 오브 레전드 챔피언스 코리아 서머 2015 1, 2위 팀   | SK텔레콤 T1, KT 롤스터                                                                                        | 네이버 2015 LoL KeSPA컵 8강 시드  |
| 스베누 리그 오브 레전드 챔피언스 코리아 서머 2015 3 ~ 10위 팀 | CJ 엔투스, 타이거즈1, 나진 e-엠파이어, 진에어 그린윙스, 삼성 갤럭시, 레블즈 아나키, LongZhu-IM, 스베누 소닉붐 | 네이버 2015 LoL KeSPA컵 12강 시드 |
| 네이버 2015 LoL KeSPA컵 예선 통과 팀                          | ESC Ever, Winners, CTU Pathos, Young Boss2                                                                    |                                   |

1. 리그 오브 레전드 챔피언스 코리아 출전 당시 KOO 타이거즈라는 팀 명을 사용
2. 리그 오브 레전드 챌린저스 코리아 서머 2015 출전 당시 Tatoo라는 팀 명을 사용

## 대진표

### 12강
1일차
| 팀 1            | 결과 | 팀 2            |
| --------------- | ---- | --------------- |
| 나진 e-엠파이어 | 1-2  | 레블즈 아나키   |
| CTU Pathos      | 2-0  | Young Boss      |
| 롱주-IM         | 1-2  | 진에어 그린윙스 |

2일차
| 팀 1          | 결과 | 팀 2      |
| ------------- | ---- | --------- |
| 삼성 갤럭시   | 0-2  | ESC Ever  |
| Winners       | 1-2  | CJ 엔투스 |
| 스베누 소닉붐 | 2-0  | 타이거즈  |

### 8강 ~ 결승
|  | 8강전           | 8강전       |           |   | 준결승전 | 준결승전 |  |  | 결승전 | 결승전 |
|  |                 |             |           |   |          |          |  |  |        |        |
|  |                 |             |           |   |          |          |  |  |        |        |
|  |                 |             |           |   |          |          |  |  |        |        |
|  | KT 롤스터       | 2           |           |   |          |          |  |  |        |        |
|  | KT 롤스터       | 2           |           |   |          |          |  |  |        |        |
|  | CTU Pathos      | 1           |           |   |          |          |  |  |        |        |
|  | CTU Pathos      | 1           | KT 롤스터 | 1 |          |          |  |  |        |        |
|  |                 |             | KT 롤스터 | 1 |          |          |  |  |        |        |
|  |                 | CJ 엔투스   | 2         |   |          |          |  |  |        |        |
|  | CJ 엔투스       | CJ 엔투스   | 2         | 2 |          |          |  |  |        |        |
|  | CJ 엔투스       |             |           | 2 |          |          |  |  |        |        |
|  | 진에어 그린윙스 | 0           |           |   |          |          |  |  |        |        |
|  | 진에어 그린윙스 | 0           | CJ 엔투스 | 0 |          |          |  |  |        |        |
|  |                 |             | CJ 엔투스 | 0 |          |          |  |  |        |        |
|  |                 | ESC Ever    | 3         |   |          |          |  |  |        |        |
|  | ESC Ever        | ESC Ever    | 3         | 2 |          |          |  |  |        |        |
|  | ESC Ever        |             |           | 2 |          |          |  |  |        |        |
|  | 레블즈 아나키   | 1           |           |   |          |          |  |  |        |        |
|  | 레블즈 아나키   | 1           | ESC Ever  | 2 |          |          |  |  |        |        |
|  |                 |             | ESC Ever  | 2 |          |          |  |  |        |        |
|  |                 | SK텔레콤 T1 | 0         |   |          |          |  |  |        |        |
|  | 스베누 소닉붐   | SK텔레콤 T1 | 0         | 1 |          |          |  |  |        |        |
|  | 스베누 소닉붐   |             |           | 1 |          |          |  |  |        |        |
|  | SK텔레콤 T1     | 2           |           |   |          |          |  |  |        |        |
|  | SK텔레콤 T1     | 2           |           |   |          |          |  |  |        |        |

## 리그 중계진
- 캐스터 : 김철민
- 해설 : 정인호, 하광석

## 대회 최종 결과
| 대회 순위 | 해당 팀         | 획득 상금    |
| 우승      | ESC Ever        | 40,000,000원 |
| 준우승    | CJ 엔투스       | 20,000,000원 |
| 4강       | KT 롤스터       | 10,000,000원 |
| 4강       | SK텔레콤 T1     | 10,000,000원 |
| 8강       | 레블즈 아나키   | 5,000,000원  |
| 8강       | CTU Pathos      | 5,000,000원  |
| 8강       | 스베누 소닉붐   | 5,000,000원  |
| 8강       | 진에어 그린윙스 | 5,000,000원  |
| 12강      | Winners         | 0원          |
| 12강      | 나진 e-엠파이어 | 0원          |
| 12강      | LongZhu-IM      | 0원          |
| 12강      | 삼성 갤럭시     | 0원          |
| 12강      | 타이거즈        | 0원          |
| 12강      | Young Boss      | 0원          |

- 네이버 2015 LoL KeSPA컵 MVP : 김한기 (ESC Ever KeY)